# Stała logiczna
Stała logiczna – obok zmiennych i ewentualnie znaków interpunkcyjnych jeden z typów wyrażeń słownika teorii logicznej.
Zbiór stałych logicznych wchodzących w skład słownika danej teorii logicznej określa się zwykle przez wyliczenie. Do stałych logicznych zaliczają się funktory prawdziwościowe, kwantyfikatory, znak należenia do zbioru {\displaystyle \in ,} znak deskrypcji, znak abstrakcji itp.
Istniejące próby określenia jakichś wspólnych cech charakterystycznych dla stałych logicznych innych niż określenie ich przez podanie ich listy należą raczej do filozofii logiki niż do samej logiki – nie są więc to próby posługujące się sformułowaniami ścisłymi. Jedną z bardziej popularnych takich prób jest odwołanie się do faktu, że stałe logiczne występują w każdym języku, niezależnie od treści przeprowadzanych w nim rozważań.